# Косамалоапан-де-Карпио
Косамалоапан-де-Карпио (исп. Cosamaloapan de Carpio) — муниципалитет в Мексике, штат Веракрус, расположен в регионе Папалоапан. Административный центр — город Косамалоапан.

## История
Муниципалитет был образован в 1918 году. Своё название он получил от административного центра (города Косамалоапан) и фамилии родившегося в этих местах знаменитого мексиканского поэта Мануэля Карпио.